# Seuil du Poitou
Le seuil du Poitou est le lieu où se rejoignent les deux principaux bassins sédimentaires de la France, le Bassin parisien, au nord-est, et le Bassin aquitain, au sud-ouest, séparant également deux massifs  anciens, le Massif armoricain, au nord-ouest, du Massif central, au sud-est. Ce plateau d'une altitude moyenne de 100 à 150 m est à la fois un seuil géologique, hydrologique et climatique.

## Géographie
Vaste plateau de calcaires jurassiques situé à environ 30 km au sud de Poitiers, il marque la ligne de partage des eaux entre le bassin de la Loire au nord, celui de la Charente au sud et celui de la Sèvre niortaise à l'ouest ainsi qu'une limite climatique entre le climat océanique dégradé du Bassin parisien au nord, et le climat océanique aquitain plus chaud au sud,.
Son altitude minimale est dans les 130 m vers Chaunay, et son altitude maximale est de 195 m au horst de Champagné-Saint-Hilaire.
Au nord-ouest, le Massif armoricain commence à Ménigoute dans les Deux-Sèvres (abords de la Gâtine), et au sud-est le Massif central commence vers Persac et Moussac (vallée de la Vienne, aux abords du Limousin). Ces deux points ne sont éloignés que d'une cinquantaine de kilomètres.
Situé dans le nord de la région Nouvelle-Aquitaine et plus précisément dans le sud du département de la Vienne, il sépare grosso modo le Poitou au nord, des Charentes au sud, qui marquent le début du Bassin aquitain.
Lieu de passage stratégique entre le Nord et le Midi, le seuil du Poitou a été le lieu de nombreuses batailles.
Terre de passage, il marque aussi la séparation entre l'Ouest, tourné vers Nantes et Tours, et le Sud-Ouest, tourné vers Bordeaux.

## Géologie

Carte géologique de la France.

Le seuil du Poitou est une structure permanente depuis le début du Mésozoïque (ou Ère secondaire).
D'un point de vue cartographique, la continuité sédimentaire entre le Bassin parisien et le Bassin aquitain, qui séparent le Massif armoricain et le Massif central, témoigne depuis le début du Jurassique de l'existence d'un détroit fossile entre les deux massifs anciens : le seuil du Poitou.
L'ouverture de cet axe de communication entre les deux grands bassins sédimentaires français a pu être datée de la base du Jurassique inférieur (Lias) avec la découverte de sédiments d'âge Hettangien-Sinémurien dans la vallée de la Vienne (région de Queaux, Vienne).
Le seuil du Poitou est alors assez étroit, d'une largeur d'une vingtaine de kilomètres selon un axe très nettement décalé vers le Limousin courant de Lussac-les-Châteaux à Civray. La sédimentation est caractérisée par le dépôt de grès plus ou moins grossiers surmontés de faciès indiquant des environnements lagunaires (très peu profonds et confinés) : dolomies laminées, pseudomorphoses de gypse, faune naine et oligospécifique de lamellibranches et gastéropodes... ainsi que des pollens de conifères indiquant la proximité de terres émergées.
Le seuil du Poitou va ensuite s'élargir progressivement avec l'installation au Pliensbachien d'une sédimentation marine plus ouverte avec des calcaires grossiers renfermant une faune variée de lamellibranches, térébratules, bélemnites, ammonites...
Durant tout le Jurassique, la sédimentation sera marquée par le rejeu de lignes structurales du socle paléozoïque (Ligugé, Pouzauges-Champagné-Saint-Hilaire-Oradour-sur-Glane, Melle-Montalembert...) de direction sud-armoricaine (NO-SE) dont les mouvements détermineront des compartiments basculés responsables de variations paléogéographiques notables au Jurassique moyen et supérieur.
C'est sur ces axes tectoniques que se placent les trois principaux horsts du Poitou : les horsts de Champagné-Saint-Hilaire, de Montalembert et de Ligugé.